# Gabriele Albertini

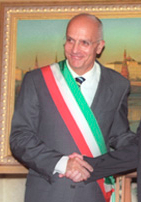
Gabriele Albertini.

Gabriele Albertini (Milán, 6 de julio de 1950) es un empresario y político italiano. 

## Biografía
Licenciado en Derecho desde 1974 está al mando de la empresa de su padre. Ocupó numerosos cargos en Assolombarda y Confindustria, y fue presidente de la Pequeña Industria Federmeccanica. 
Fue alcalde de Milán por dos períodos, de 1997 a 2006, a la cabeza de una coalición de centro-derecha (Lista de Forza Italia). 
Como comisionado, se ocupa de las Nosedo y purificadores de Ronchetto Rane. 
También fue el titular del poder comisario para la gestión del tráfico entre 2001 y 2006. Una de las principales críticas que sufrió su trabajo fue que, a pesar de estos poderes especiales, no pudo luchar eficazmente contra la contaminación del aire en Milán, al final de su mandato siguió estando la ciudad milanesa en el informe de las ciudades con más de 100 días al año de emergencia por contaminación, por lo que es una de las ciudades más contaminadas de Europa. 
Fue miembro del Parlamento, desde 2004 por la lista de Forza Italia para noroeste de la división de Italia, tras haber recibido 144 mil preferencias. Se inscribe en el Grupo del Partido Popular Europeo. Es miembro de la Comisión de Transportes y Turismo, de la Comisión de Industria, Investigación y Energía, es Vicepresidente de la Delegación para las Relaciones con la Asamblea Parlamentaria de la OTAN y miembro de la Delegación para las Relaciones con los Estados Unidos.
- Datos: Q697597
- Multimedia: Gabriele Albertini / Q697597